# Sunderbach (Else)
Der Sunderbach ist ein linker  Nebenfluss der Else im Nordosten des deutschen Bundeslandes Nordrhein-Westfalen. Das Gewässer gehört zum Flusssystem der Weser und entwässert einen kleinen Teil des Ravensberger Hügellandes. Im innerstädtischen Bereich der Stadt Bünde ist dieser Bach nahezu komplett verrohrt und deshalb optisch nicht mehr wahrnehmbar.